# Birger Munk Olsen
Birger Preben Munk Olsen (født 26. juni 1935 i København) er en dansk professor emeritus og middelalderfilolog med speciale i latinsk litteratur. Han har især arbejdet med kortlægningen af kilder til litteratur. Fra 1996 til 2003 var han præsident for Det Kongelige Danske Videnskabernes Selskab, og derudover har han været medlem af andre selskaber samt modtaget flere dekorationer.

## Karriere
Birger Munk Olsen har studeret på École Normale Supérieure (1957), og blev i 1961 Agrégé de grammaire, en fransk undervisergrad. Derefter underviste han ved Københavns Universitet fra 1961 til 1963, hvor han forsvarede han en doktorafhandling i fransk litteratur ved Sorbonne. Han læste ved École pratique des hautes études i 1964. I 1964-1966 var han vicedirektør for Det Danske Akademi i Rom, og 1964-1965 læste han ved Pontificia Università Gregoriana. Han underviste igen ved Københavns Universitet 1966-1968 og var derefter lektor i skandinaviske sprog ved Sorbonne fra 1968 til 1974. I 1974 blev han professor i romanske sprog og litteratur ved Københavns Universitet, og her var han i 1979 og 1980 dekan for det Humanistiske Fakultet.

## Medlemskaber
Birger Munk Olsen er æresmedlem af Società internazionale per lo Studio del Medioevo latino siden 1988. Siden 1988 har han også været medlem af Academia Europaea.
Siden 1989 har han været medlem af Société Internationale de Bibliographie Classique (SIBC), hvor han var formand 1999-2004.
Han er derudover medlem af European Science Foundation i Strasbourg og af Société des Anciens Textes français samt andre selskaber for udgivelsen af ældre tekster.
Siden 1998 har han været udenlandsk medlem af Académie des Inscriptions et Belles-Lettres, hvor han i 1996 var udenlandsk korrespondent. Han er derudover optaget i Videnskabernes Selskab og var dets præsident 1996-2003.
Munk Olsen er ridder af 1. grad af Dannebrog (siden 1999), kommandør af den Rumænske Fortjenstorden og officer af Frankrigs Nationale Fortjenstorden samt Æreslegionen.